# Абнуб
Абнуб (араб. أبنوب‎) — город в центральной части Египта, расположенный на территории мухафазы Асьют.

## Географическое положение
Город находится в юго-западной части мухафазы, в правобережной части долины реки Нил, на расстоянии приблизительно 6 километров к северо-северо-западу (NNW) от Асьюта, административного центра провинции. Абсолютная высота — 55 метров над уровнем моря.

## Демография
По данным переписи 2006 года численность населения Абнуба составляла 67 526 человек.
Динамика численности населения города по годам:
| 1986   | 1996   | 2006   |
| ------ | ------ | ------ |
| 48 302 | 56 480 | 67 526 |

## Транспорт
Ближайший аэропорт расположен в городе Асьют, на расстоянии 15 километров к югу от Абнуба.